# HD 72659 b
HD 72659 b (بالإنجليزية: HD 72659 b)‏ الذي يرمز له بالرمز HD 72659b، هو كوكب خارج المجموعة الشمسية، في كوكبة الشجاع، يتبع HD 72659 ‏.

## الاكتشاف
اكتشف في 13 يونيو 2002، وكانت طريقة الاكتشاف Doppler spectroscopy.